# Lymeská nemoc
Lymeská nemoc, též lymská borrelióza, lymská borelióza, lymeská borrelióza je bakteriální infekce působená šesti druhy gramnegativní bakterie z čeledi Borreliaceae. Multiorgánové infekční onemocnění je nejčastěji způsobené jedním ze tří patogenních druhů spirochéty komplexu Borrelia burgdorferi sensu lato. Bakterie Borrelia se na člověka přenáší sáním klíštěte rodu Ixodes, které je bakterií infikováno. V České republice je lymská borrelióza nejčastější infekcí přenášenou klíšťaty, převážně klíštětem obecným.
Borrelie se šíří extracelulárním vazivem, posléze lymfatickými cestami a krví. Typicky postihují kůži, pohybový aparát, nervový systém a srdce. Inkubační doba onemocnění se pohybuje od dvou dní přibližně do 30 dní, někdy do několika měsíců. Vakcína proti borrelióze je ve vývoji.
Lymská borrelióza může svými příznaky napodobovat syndrom chronické únavy, roztroušenou sklerózu, amyotrofickou laterální sklerózu, Parkinsonovu nemoc, Alzheimerovu chorobu a více než 350 dalších nemocí, což komplikuje diagnostiku. Přitom včasná diagnóza borreliózy je důležitá, protože opožděná diagnóza může mít za následek vážné komplikace.
Přibližně polovina nemocných neví, že byla napadena klíštětem, nevšimla si ho. A protože přibližně u poloviny nemocných se neprojeví erythema migrans (viz níže), probíhá nemoc skrytě (inaparentně) a nemocní se mohou k lékaři dostat až v pozdní fázi onemocnění, kdy náprava následků může být (nemusí) problematická. K přenosu infekce může dojít i při laboratorní práci se spirochétami rodu Borrelia.

## Taxonomie
Rodové vědecké jméno je v literatuře uváděno jako Borrelia. Převážně v americké literatuře (k roku 2023) také jako Borreliella. Na základě fylogenetické analýzy aj. navrhli vědci M. Adeolu a R. S. Gupta reklasifikovat Borrelia burgdorferi jako Borreliella burgdorferi. Důvodem bylo mj. to, že borrelie způsobující lymskou borreliózu jsou morfologicky nerozlišitelné od borrelií způsobujících návratnou horečku (a naopak) a je obtížné odlišit je i biochemicky. O případné reklasifikaci se vede diskuse.
Korigovaný rod Borrelia by zahrnoval původce rekurentní horečky Borrelia hermsii (mezihostitelem, resp. přenašečem je klíště nebo veš) a Borrelia recurrentis (přenašečem je veš). Když se bakterie v hostiteli pomnoží, dojde k rozvoji horečky. Po několika dnech horečka odezní a přibližně po třech až deseti dnech dojde k rekurenci čili horečka se vrátí (odtud i název návratná horečka).

## Historie

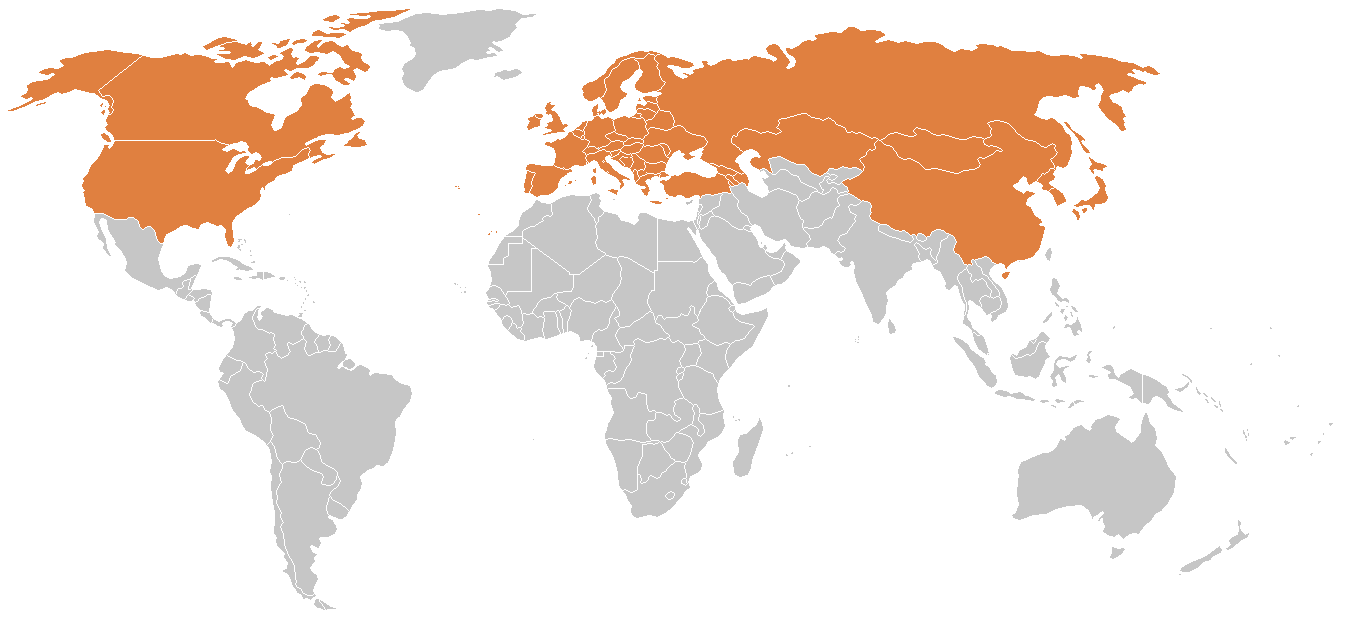
Země s hlášenými případy lymské borreliózy

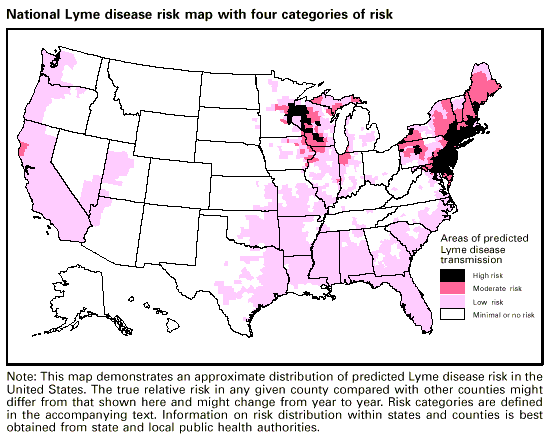
Riziko výskytu lymské borreliózy v USA; nemoc je koncentrována především v megalopolis na severovýchodě a v západním Wisconsinu; vysoké riziko: černá, průměrné: tm. růžová, nízké: sv. růžová, minimální nebo žádné: bílá (CDC)

Pojmenována je podle městečka Old Lyme ve státě Connecticut v USA, kde byl u dětí zaznamenán vysoký výskyt onemocnění kloubů. Z epidemiologického šetření v roce 1975 vyplynulo, že většina pacientů žila v lesních oblastech a že onemocnění zřejmě není přenosné z člověka na člověka. Ve studii publikované v roce 1977 bylo onemocnění popsáno poprvé, a to jako „Lymská artritida“. Autoři výzkumu ve skupině dětí předpokládali, že děti onemocněly juvenilní revmatoidní artritidou. Další jméno – borrelióza – získala nemoc podle francouzského bakteriologa Amédéa Borrela (1867–1936). V roce 1982 a 1983 byla jako patogen (původce nemoci) prokázána spirochéta přenášená klíštětem Ixodes scapularis (klíště jelení; dříve jako Ixodes dammini). V roce 1987 na III. mezinárodní konferenci v New Yorku byla přijata nozologická jednotka (nemoc) lymská borrelióza. Roku 1987 přišel Ribeiro se spolupracovníky s domněnkou, že se přenos ze střev klíštěte uskutečňuje prostřednictvím jeho slin. Tuto teorii ovšem čeští vědci z Biologického centra AV ČR vyvrátili.

## Rozšíření
Lymská borrelióza je nejčastější infekcí přenášenou klíšťaty v Evropě, Kanadě a v USA. Zároveň je nejčastější antropozoonózou na severní polokouli nejčastější antropozoonózou v Evropě, Asii a Severní Americe.
V Evropě a Asii jsou hlavním a nejčastějším původcem lymské nemoci bakterie Borrelia afzelii a Borrelia garinii, méně často B. burgdorferi a ještě méně často B. spielmanii nebo B. bavariensis. V Severní Americe je to především druh Borrelia burgdorferi, méně často B. mayonii. Od lidí byly získány i další druhy rodu Borrelia, jimiž jsou B. valaisiana, B. lusitaniae a B. bissettii. Pouze v klíšťatech (nikoli v člověku) byly zachyceny druhy Borrelia japonica, B. sinica, B. tanuki, B. bavariensis aj.

## Vektor

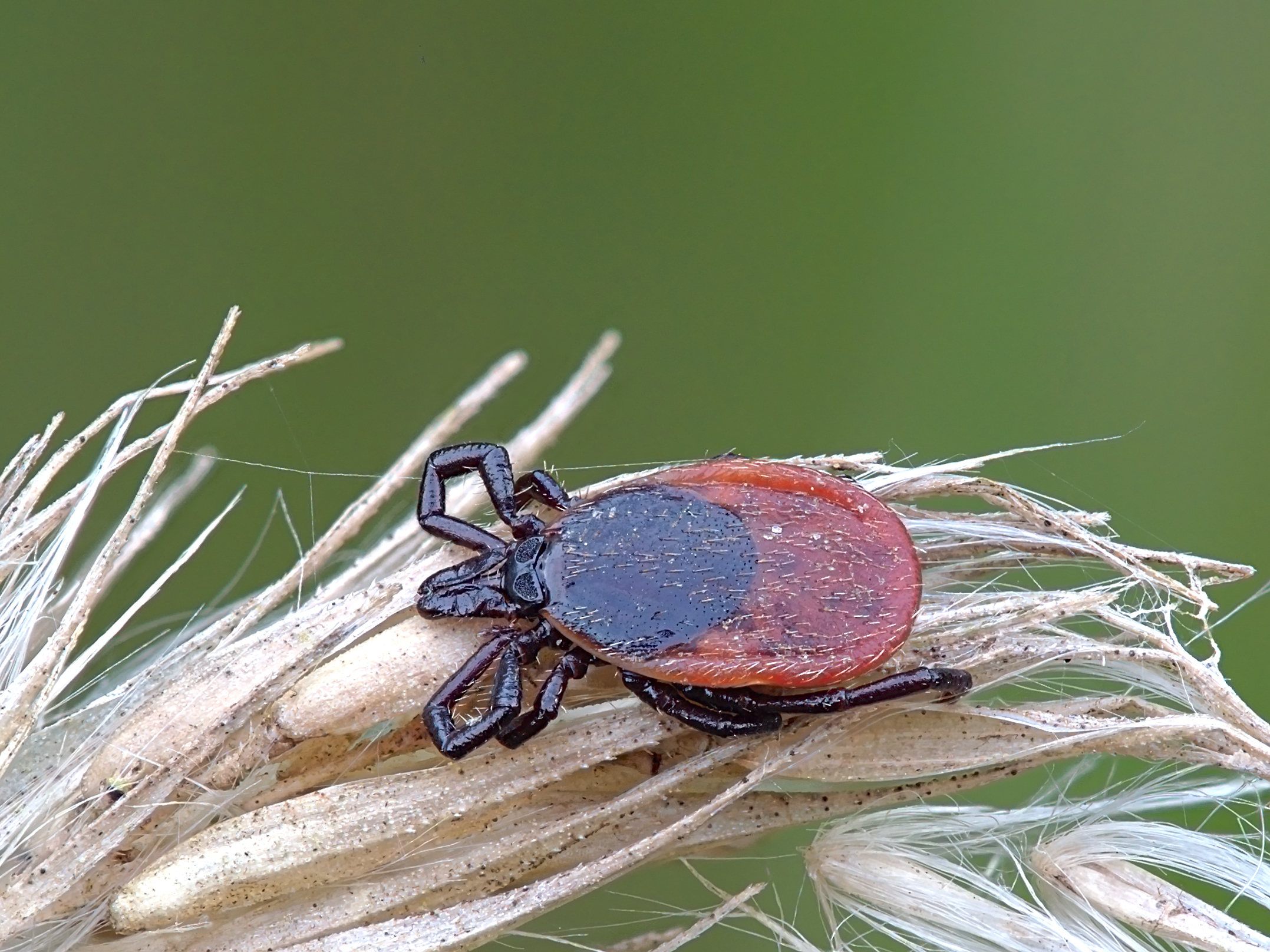
Přenašeč

Vektorem jsou členovci. Borrelióza je typické antropozoonózní onemocnění, tedy onemocnění přenosné ze živočicha na člověka. V přenosu se uplatňují klíšťata, a to nymfy a dospělé samice. Přenašečem lymské borreliózy jsou téměř výhradně klíšťata rodu Ixodes. V závislosti na stupni svého vývoje sají na různě velkých obratlovcích (tzv. rezervoároví hostitelé).
Borreliózou je v ČR nakaženo asi 40 % klíšťat. 
Mezi klíšťaty přisátými na člověku je nejčastěji zastoupeno stadium nymfy. Nymfa je stejně jako dospělá samice osminohá, ale je menší (nenapitá 1,2–1,5 mm); nenapitá samice je velká 2 × 4 mm.  Při čekání na hostitele v trávě se nymfa zdržuje níže, dospělá samice výše. (Klíště „neskáče“ na člověka z dřevin!)
V Evropě může borreliózu přenášet také klíště sibiřské (Ixodes persulcatus). V Severní Americe ji přenáší klíště tichomořské (Ixodes pacificus) a klíště jelení (Ixodes scapularis).
Borrelie byly sice detekovány i v dalších bezobratlých, jako jsou komáři rodu Culex. Ovšem přenos Borrelia burgdorferi sensu lato přes komáry zatím nebyl prokázán navzdory zprávám pacientů. Je však možné, že se pacienti mohli od hmyzu nakazit mechanickým přenosem.  (Přenosem borrelií otevřenou rankou na kůži ruky při rozmáčknutí sajícího komára.) Za jediný vektor borreliózy v České republice je pokládáno klíště obecné (Ixodes ricinus).

## Rezervoár
Spirochétám Borrelia burgdorferi sensu lato slouží jako rezervoároví hostitelé různí volně žijící i chovaní živočichové, ve kterých se spirochéty pomnožují a poté šíří pomocí vektorů. Rezervoárem jsou obratlovci (Vertebrata), a to více než 200 druhů z třídy savců, plazů a ptáků. Nymfa se přisává na malé hlodavce z čeledi myšovití (myšky, myši, myšice, krysy, potkany), hrabošovití (hraboš, norník – v ČR jediný zástupce norník rudý), plchovití, veverkovití, na hmyzožravce (rejskovití, ježkovití), na plazy (zejm. ještěrky), na ptáky (sýkory, pěnkavovité, červenky, drozdovité, bažantovité… tzn. na ptáky, kteří hledají potravu převážně na zemi a v přízemní vegetaci) a na větší savce (zajíce, lišky, jezevce, jelenovité, divoká prasata, také koně, dobytek, psy a kočky). Člověk je pouze náhodným hostitelem. Různé zbarvení napitých dospělých samic klíštěte je způsobeno různým poměrem nasávané krve, lymfy a tkáňového moku.
V severovýchodních Spojených státech jsou primárním rezervoárem druhů Borrelia hlodavci, jako je myš bělonohá čili křeček dlouhoocasý (Peromyscus maniculatus) neboli křečík dlouhoocasý.

## Galerie

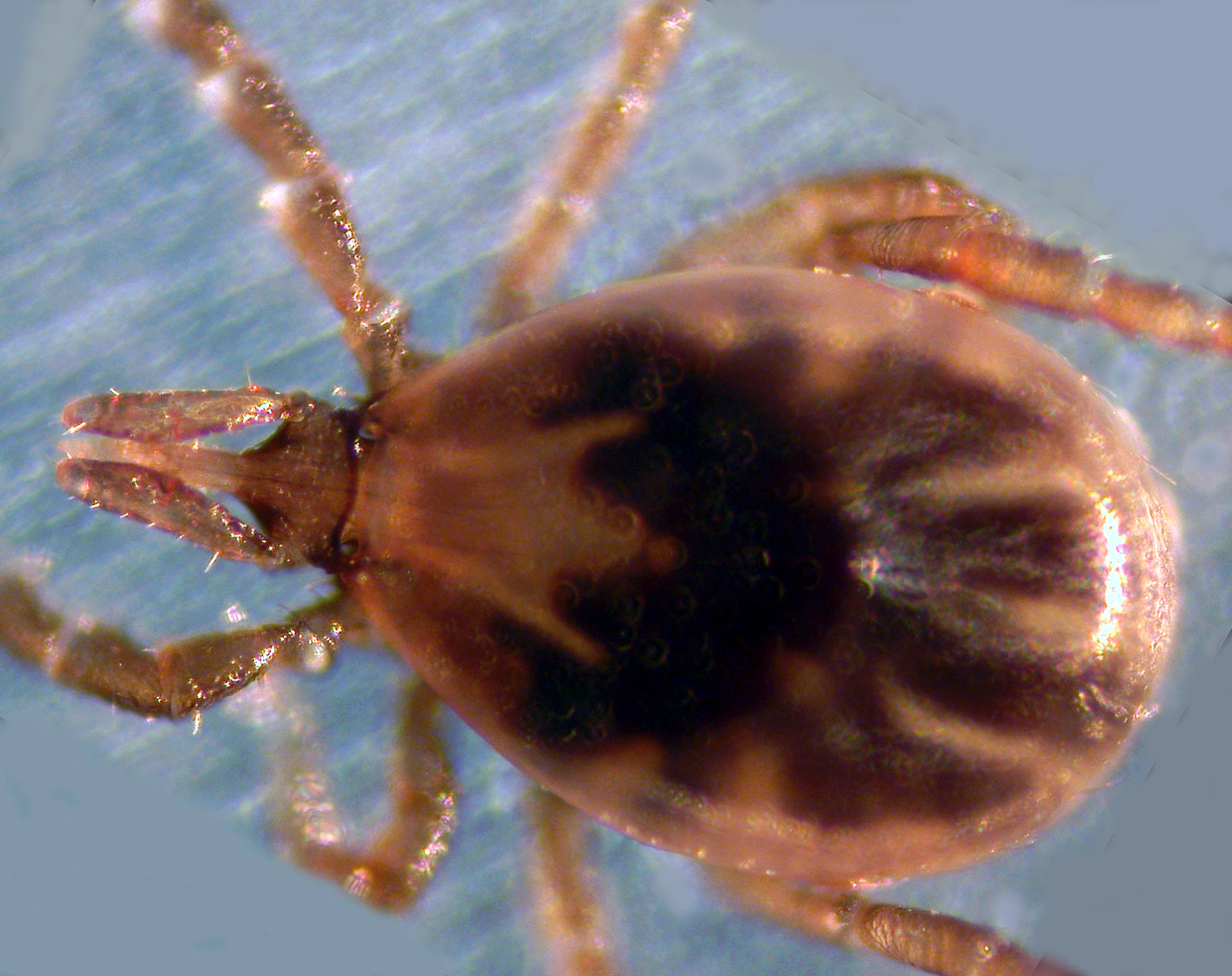
Ixodes scapularis (klíště jelení) – primární vektor lymské borreliózy na východě Severní Ameriky
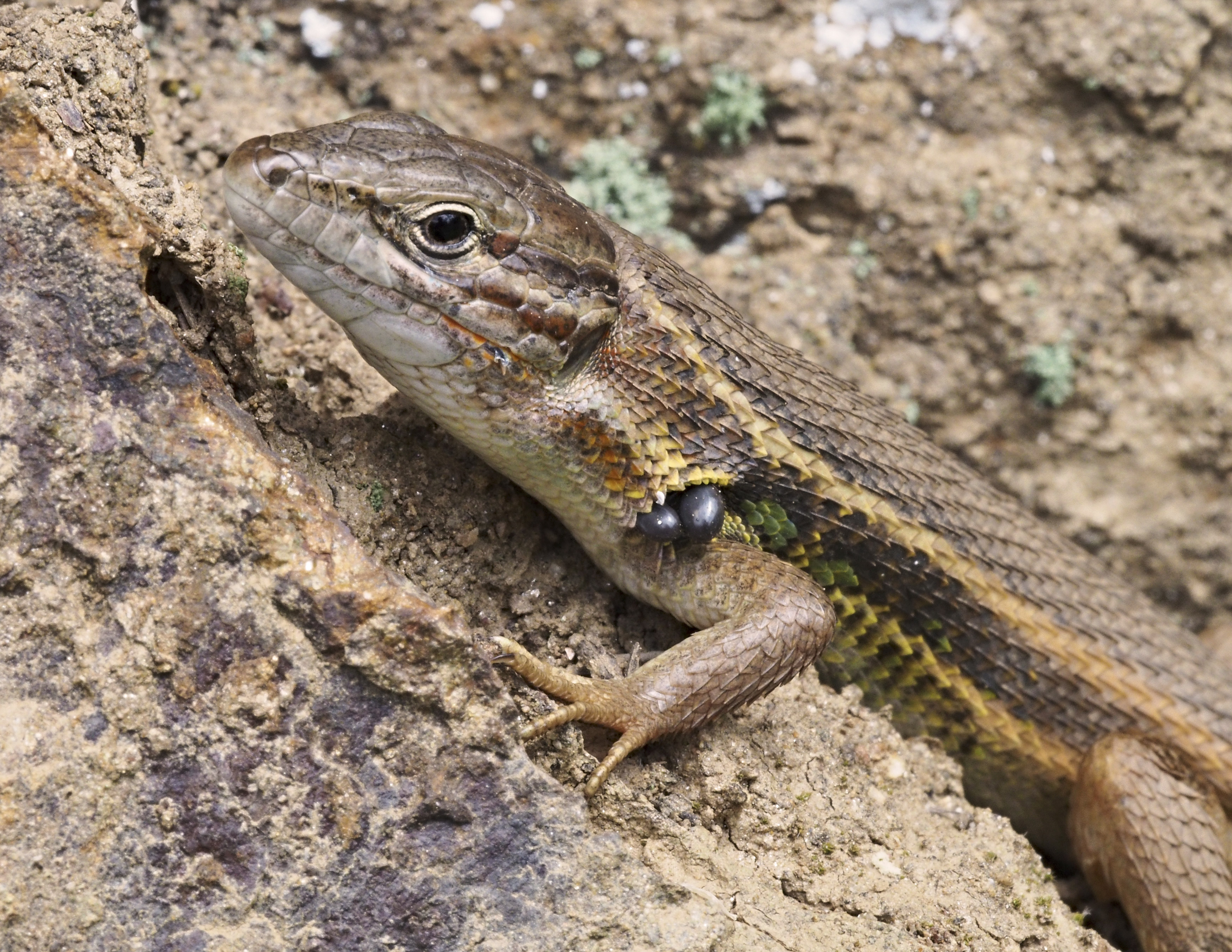
Klíště obecné (Ixodes ricinus) přisáté na paještěrce alžírské (Psammodromus algirus), Losar de la Vera (Provincie Cáceres, Španělsko)
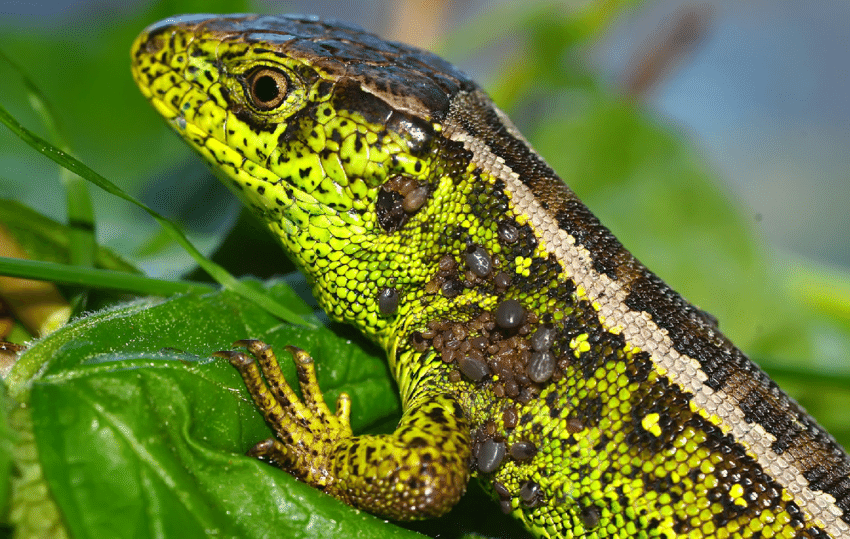
Klíště obecné parazitující na ještěrce obecné

## Etiologie
Skupina patogenů dříve označovaná Borrelia burgdorferii sensu lato je dnes členěna do více než deseti genotypů podle jejich bakteriálních genomů. Jednotlivé druhy mají různou afinitu ke tkáním: Borrelia burgdorferii sensu stricto napadá především kloubní a nervový systém člověka, B. afzelii je spojována s kožními projevy a B. garinii je dávána do souvislosti s neurologickými projevy.

## Příznaky nemoci a klinické projevy

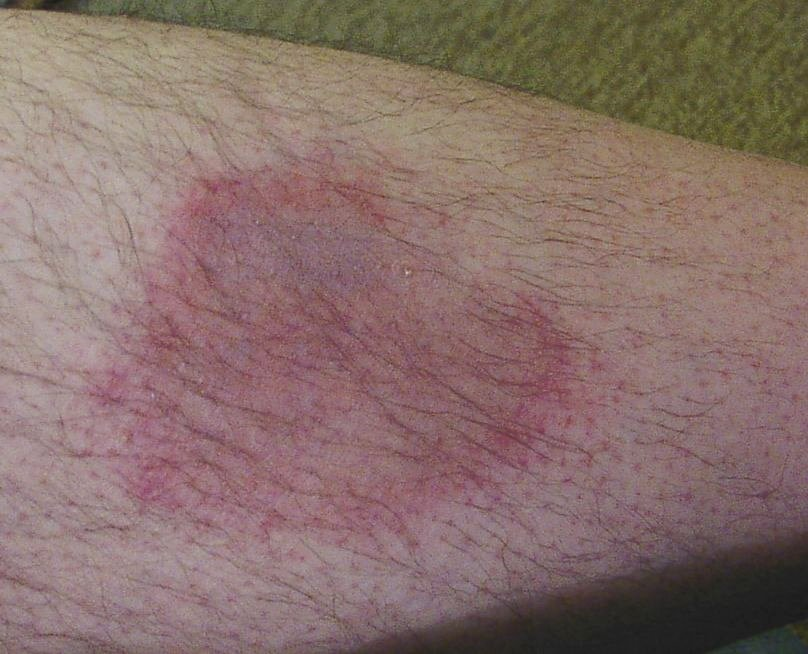
Erythema migrans – zarudlá kůže

Příznaky lymské borreliózy jsou velice proměnlivé. Lymská borrelióza má také široké spektrum klinických projevů, přičemž její závažnost se částečně liší i kvůli rozdílům v infikujících druzích bakterie Borrelia. Podle nejnovější klasifikace se lymská borrelióza dělí na tři stadia:
- časné lokalizované stadium
- časné diseminované stadium (diseminovaný = rozptýlený, roztroušený)
- pozdní diseminované stadium.

### Časné lokalizované stadium
Prvním viditelným příznakem onemocnění je prsténcovitá červená skvrna s blednoucím středem (erythema migrans, EM čili migrující erytém) v místě vpichu (v místě přisátí klíště). Skvrna může být i homogenně červená. Nemoci nasvědčuje průměr alespoň pěti centimetrů (příp. menší u dětí), ale EM může dosahovat v průměru až několik desítek centimetrů. EM může být někdy citlivé na dotek nebo mírně svědit, pálit, ale je nebolestivé. EM se vyskytuje u více než poloviny nemocných, přičemž inkubační doba se udává tři až 180 dnů. Mezi počáteční příznaky patří zvýšená teplota či horečka, bolest hlavy (cephalea), malátnost, únava, třesavka, bolest svalů či kloubů (artralgie), celkové vyčerpání. Artralgie se někdy objevují ještě před EM a mohou přetrvávat po řadu let. Únavu, malátnost, bolest hlavy a kloubů udává až 50 % nemocných. Tyto nespecifické příznaky připomínající chřipku jsou důležité, ale nemusejí se objevit vždy, stejně jako se nemusí vždy objevit EM. Pokud je nemoc podchycena v tomto raném stadiu (dny až týdny po nákaze), léčí se antibiotiky a zpravidla odezní.

### Časné diseminované stadium
Pokud zůstane nemoc neléčena, může se v dalším stadiu onemocnění (týdny až měsíce po nákaze) objevit na kůži tzv. erythema multiple, což jsou dvě a více EM, které se objevují mimo místo původního přisátí klíštěte. Méně častým kožním projevem (tvoří okolo 5 % kožních projevů) je lymfocytom, drobný nafialovělý uzlík (místo výskytu: ušní boltec, nos, dvorec prsní bradavky, scrotum). Vzniká za jeden až 70 dnů od přisátí klíštěte a subjektivně nepůsobí potíže. Dále se projevují bolesti kloubů (artralgie), postiženy mohou být především velké klouby (typicky kolenní kloub). Často se projevují bolesti svalů, někdy se známkami zánětu a fibromyalgie. Projevy na pohybovém aparátu vznikají přibližně do šesti měsíců od počátku nemoci. U 10–40 % nemocných se projeví postižení nervového systému. Typické je zánětlivé postižení nervového systému (Garinův-Bujadouxův-Bannwarthův syndrom); GBB-syndrom se projevuje výraznými, často nočními bolestmi, poruchami citlivosti (zvýšená citlivost), motoriky aj. Kardiální postižení se projevuje lymeskou karditidou (zánět srdce) s poruchami srdečního rytmu; nejčastějším projevem je atrioventrikulární blokáda. Pokud se lymská borrelióza projeví na orgánech, je srdce postiženo ve dvou až pěti procentech. Vzácnější jsou další orgánové manifestace (projevy), postiženy mohou být oči (zánět rohovky oka, zánět živnatky, zánět spojivek), popsán je zánět varlete (orchitida) či postižení jater.

### Pozdní diseminované stadium
Třetí stadium (měsíce až roky po nákaze) se projevuje na kůži, svalech a kloubech, na nervovém systému, srdci a očích:
- Kůže: K pozdním kožním projevům patří akrodermatitida (acrodermatitis chronica atrophicans, ACA). Takzvaná Herxheimerova nemoc (podle něm. dermatologa Karla Herxheimera) je chronické kožní onemocnění charakterizované výraznou atrofií (ztenčením) kůže. ACA tvoří 10 % a méně případů lymské borreliózy.
- Svaly, klouby, vazivo: chronická artritida, entezopatie (zánět úponů šlach, vazů a kloubních pouzder), tendinitidy (záněty šlach), postižení periartikulárních (v okolí kloubů) burs.[25]
- Nervová soustava: může být postižena encefalitidou, encefalomyelitidou, periferní neuropatií (snížená, příp. výrazně zvýšená citlivost v nohou a prstech – periferní nervy vedou do paží a nohou), polyneuritidou (zánětlivé onemocnění více nervů), presenilní demencí. (Obecný výraz užívaný v lit.: neuroborrelióza.)
- Srdce: kardiomyopatie (postižení srdečního svalu).
- Oči: chronická uveitida – chronická přední iridocyklitida (zánět duhovky, příp. i řasnatého tělesa), intermediální uveitida (zánět ve sklivci aj.), zadní uveitida; při chronickém průběhu chybějí bolesti, ale zhoršuje se vidění.[26]

Některým z uvedených komplikací bývá připisován autoimunitní původ, spuštěný imunitní reakcí namířenou proti infekci.

### Lymská borrelióza a psychická nemoc
„Různorodé příznaky a nejasná diagnóza psychickému stavu nepřidávají. Nemocní se často setkávají s nařčením ze simulace, hypochondrie a nepochopením, a to i od svých blízkých. Je důležité překlenout těžké období, třeba i za pomoci uklidňujících preparátů a soustředit se na léčbu.“
V literatuře je uváděna řada kazuistik (klinických pozorování) spojujících lymskou borreliózu s psychopatologií. Případný vztah mezi infekcí a psychopatologií se pokusili zjistit i vědci v Psychiatrickém centru Praha. Z výsledků výzkumu (1995–1999) vyplynulo, že přes 10 % hospitalizovaných psychiatrických pacientů (33 %–19 % pozitivních i ve zdravé populaci) trpí projevy infekce způsobené bakterií Boreelia. Pro hypotézu o vztahu mezi infekcí a psychopatologií hovoří značná podobnost mezi Borrelia burgdorferi a původcem psychických poruch Treponema pallidum, četné kazuistiky i některé větší studie.
U některých pacientů – zejména u pacientů se sklonem k chronicitě příznaků borreliózy a perzistenci (přetrvávání) patogenního agens v organismu – může být onemocnění borreliózou příčinou psychických potíží a neuropsychiatrických symptomů. Nejčastěji zaznamenanou poruchou byla deprese. Postižení bývá závažnější u pacientů, u kterých došlo k prodlevě v diagnostice a léčbě borreliózy. Jako příčinu nelze vyloučit změny způsobené přítomností patogenů v organismu, které ústí v poškození organismu, a dále zánětlivé, imunologické či metabolické změny. Řada pacientů s nálepkou „je to jen ve vaší hlavě“ může trpět právě kvůli uvedeným změnám. Tento fakt je třeba zvážit zejména tehdy, pokud pacient neodpovídá na psychiatrickou léčbu či odpovídá neadekvátně. Protože většina takto postižených pacientů nebyla na počátku nemoci správně diagnostikována, je třeba zvážit uvedený fakt i tehdy, pokud pacient přichází k lékaři první linie.
Podle Gynthersenové a kol. (2023) je v Evropě rozšířeným onemocněním lymská neuroborelióza (LNB) způsobená komplexem Borrelia burgdorferi sensu lato. Autoři observační longitudinální kohortové studie zkoumající indukovanou imunitní odpověď u dospělých pacientů s diagnostikovanou LNB uvádějí, že změny v cytokinových odpovědích s největší pravděpodobností nesouvisejí s patogenezí LNB. Výzkum byl prováděn na pacientech tři a šest měsíců po léčbě.

## Diagnóza, metody diagnostiky
Diagnóza lymské borreliózy je založena na kombinaci anamnézy pacienta, klinických příznaků a laboratorních analýz. Pozor na to, že anamnestický údaj o expozici klíštěti neuvádí přibližně polovina nemocných. (Onemocnění borreliózou takzvaně „bez klíštěte“.) Lékař musí posoudit klinické projevy onemocnění.
K diagnostice lymské borreliózy se využívá řada přímých a nepřímých metod. Protože přímé metody jsou mj. méně záchytné, užívají se v praxi méně než citlivější metody nepřímé. Diagnostika lymské borreliózy se opírá především o níže uvedené sérologické metody (nepřímé). Přímé metody slouží spíše jako doplňkové nebo se využívají k výzkumným účelům. Mezi přímé metody patří:
- kultivace borrelií – užívá se zejména při výzkumu; v klinické praxi se zpravidla neužívá, protože je časově náročná, citlivost v klinických vzorcích je 10–70 % a je náchylná ke kontaminaci;[34]
- světelná mikroskopie v zástinu – zjišťuje přítomnost, počet a pohyblivost borelií; užívá se i k průkazu borrelií v klíštěti;
- elektronoptický průkaz antigenu – je založen na zhodnocení morfologie borrelií (rozměr, počet bičíků) a na imunocytochemické reakci antigenu s monoklonální protilátkou. Používají se ultrařezy nebo buněčný sediment získaný centrifugací. K barvení se využívá 1% kyselina fosfowolframová nebo 1%–8% uranylacetát.
  - Imunosorbentní elektronová mikroskopie (ISEM) je založena na reakci antigenu se specifickou protilátkou, která je navázána na pevném sorbentu (mikroskopická síťka s formvarovou blankou). S touto protilátkou antigen reaguje. Poté dochází k další reakci antigenu, tentokrát s monoklonální protilátkou, která je označena imunohistochemicky nebo barvena koloidním zlatem. ISEM je jednoznačným průkazem infekce i u séronegativních pacientů.[35][36]
- DNA-hybridizace – obecně: proces spojování dvou komplementárních vláken DNA podle pravidel o párování bází; tak může například hybridizovat určené vlákno DNA (sonda) s vyšetřovaným vláknem DNA; zjišťuje přítomnost DNA borrelií; zpravidla v krvi, příp. v mozkomíšním moku (tzv. likvoru), moči nebo kloubním výpotku (označení pro vzorek získaný ze synoviální tekutiny);
- polymerázová řetězová reakce (PCR) – je založena na detekci jednoho nebo více cílových genů Borrelia burgdorferi sensu stricto; je časově efektivní, reprodukovatelná, citlivá (citlivější metoda než výše uvedená); může sloužit jako doplněk k sérologii nebo k potvrzení a genotypizaci infikujících spirochét komplexu B. burgdorferi sensu lato. Nejvyšší citlivost vykazují klinické testy při detekci B. burgdorferi sensu lato ve vzorcích kůže pacientů s EM (36–88 %) a ACA (54–100 %) a ve vzorcích synoviální tekutiny pacientů s lymskou artritidou (50–70%). Nejnižší citlivost testu PCR byla prokázána u vzorků mozkomíšního moku (10–30 %) a krve (10–20%).[34]

Citlivější a v praxi zavedené jsou nepřímé metody diagnostiky lymské borreliózy. K nepřímým metodám patří:

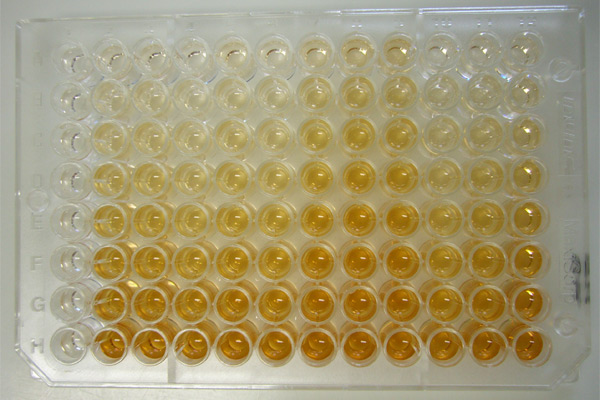
Klasická 96jamková destička pro metodu ELISA

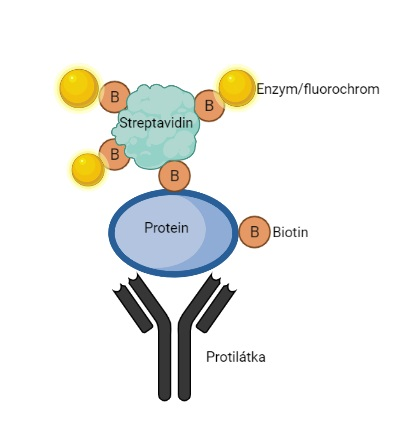
ELISA; streptavidin detekující hledaný antigen vázaný přes biotin

- ELISA (Enzyme-linked immunosorbent assay, enzymatická imunosorbentní analýza) – sérologický test určný k detekci a stanovení koncentrace antigenů nebo protilátek v testovaném séru; viz IgM, biologický poločas protilátek ve třídě IgM je krátký, manifestují se zpravidla ve třetím týdnu od počátku infekce, manifestace vrcholí zprav. okolo šestého týdne, od osmého týdne protilátky mizejí, zjištění protilátek zpravidla signalizuje akutní fázi infekce; viz IgG, biologický poločas protilátek ve třídě IgG je dlouhý, mohou přetrvávat v těle roky (i po úspěšném zaléčení infekce);

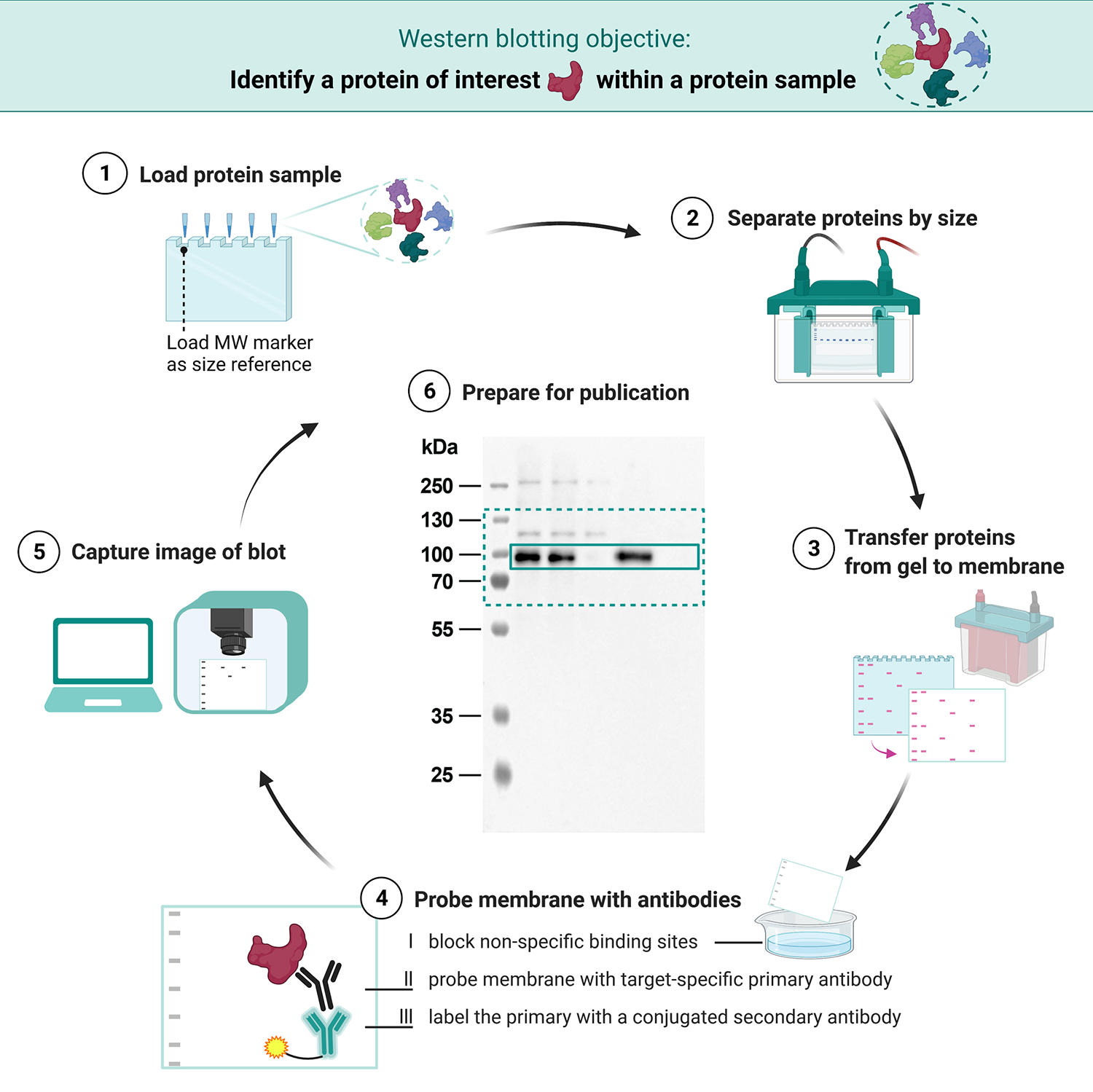
Western blot

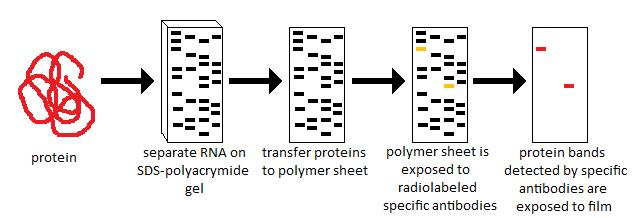
Schéma detekce proteinů testem Western blot

- Western blot (WB), někdy uváděno jako Westernblot, česky též imunoblot – sérologický test určný k detekci a stanovení koncentrace antigenů nebo protilátek v testovaném séru; v ČR užívaný ke konfirmaci (ověření) všech pozitivních a hraničních protilátek, které zachytila ELISA (aby byla diagnostikována lymská borrelióza, musí vyjít pozitivně vyšetření oběma testy); Western Blot je časově náročnější a dražší než ELISA, zato přesnější (větší specifičnost);
- nepřímá imunofluorescence – metoda se užívá zejména k průkazu specifických protilátek, nejčastěji autoprotilátek; je založena na vizualizaci reakce antigenu s protilátkou – protilátky z testovaného séra se navážou na antigenní substrát, na protilátky se váže konjugát (protilátka s navázaným fluorescenčním barvivem), ten je specifický k imunoglobulinům ve třídách IgG, IgM a IgA; z přístrojového vybavení je třeba fluorescenční mikroskop; v běžné praxi se k diagnostice lymské borreliózy neužívá, má výrazně nižší citlivost a specificitu než ELISA a WB, je zatížena subjektivitou aj.[37]

Při diagnóze onemocnění je třeba řídit se klinickými nálezy a správně využít pomocné vyšetřovací metody s vědomím jejich omezení.

## Léčení
V počátečním stadiu (časné lokalizované stadium) bývá účinná léčba penicilinem. Při neúspěšnosti léčby či alergii na penicilin je alternativní volbou například doxycyklin ze skupiny tetracyklinů. Dostačující délka léčby je kolem 14 dní.
| „               | Napsat antibiotikum je pro lékaře otázka necelých pěti minut. Ale prodiskutovat tento problém s pacientem je věc desítek minut, někdy hodiny i více. Všichni jsme přetíženi, ale tady si myslím, že to stojí za to. | “ |
| — Hana Roháčová | |   |

Ve snaze pomoci postiženým pacientům jsou v některých zemích aplikovány diagnostické a terapeutické postupy odlišné od těch, které jsou platné v ČR.
Někteří lékaři tvrdí, že borrélie nejsou v těle nikdy zcela vymýceny. Únava, bolesti těla, problémy s pamětí a potíže se spánkem mohou trvat roky. Cílem léčby je snížit počet bakterií natolik, aby se tělo mohlo vrátit k normálnímu fungování. Pokud pacient není opatrný, existuje riziko relapsu, protože se bakterie znovu pomnoží.
Na přelomu tisíciletí přibývalo důkazů, že někteří pacienti po prodělané lymské borrelióze mají symptomy, které přetrvávají roky, přestože podstoupili doporučenou antibiotickou léčbu. Již v roce 2005 prokázala metastudie, že někteří pacienti po prodělané nemoci trpí únavou, muskuloskeletální bolestí a neurokognitivními obtížemi, které mohou trvat roky navzdory léčbě antibiotiky. Současně vyplynulo, že se vzorec symptomů zdá být odlišný od toho, který je vidět u deprese a chronického únavového syndromu.

## PTLDS
PTLDS (Posttreatment Lyme disease syndrome), doslova „syndrom po léčbě lymeské nemoci“ čili postborreliový syndrom se projevuje pacientovými potížemi přetrvávajícími i po léčbě antibiotiky (zpravidla 2–4 týdny perorálně, případně další 4 týdny intravenózně). Může se stát, že se ani po léčbě necítí člověk dobře – přetrvává únava, bolesti hlavy, bolesti kloubů a svalů. V malém procentu případů mohou tyto příznaky trvat déle než šest měsíců. Studie však neprokázaly, že by se pacienti, kterým byla antibiotika podávána dlouhodobě, cítili lépe než pacienti, kterým bylo podáváno placebo. Zdá se, že invalidizující syndromy po léčbě vyplývají primárně z nevýhodných nebo maladaptivních reakcí hostitele na infekci, které přetrvávají po usmrcení spirochet antibiotiky. Studie pro National Institutes of Health zjistily kromě výše uvedených faktů, že dlouhodobá antibiotická léčba lymské borreliózy byla spojena i s vážnými komplikacemi, někdy smrtelnými. „Pacienti s PTLDS se obvykle časem zlepší, ale může trvat měsíce, než se budou cítit zcela dobře.“
O rizicích diagnózy PTLDS a prodloužené protiinfekční léčbě informuje příspěvek Sebastiena Prata a kol. (2023), ve kterém se uvádí, že se nezdá etické nabízet pacientovi léčbu, která nemá prokázanou účinnost a zdokumentovaná rizika. Autoři zdůrazňují důležitost etického principu „primum non nocere“ – neškodit.

### Nebezpečí samoléčby
Jakmile je pacientovi diagnostikována tzv. chronická lymská borrelióza (resp. chronické komplikace po prodělání lymské borreliózy), má sklon přiřazovat borrelióze jakékoli příznaky a symptomy, což vede k vynechání diagnózy jiného onemocnění nebo k opožděné diagnóze. Pacient se může zdráhat přijmout diagnózu jiné nemoci, přestože to může mít strašné následky. Protože pacienti nesouhlasí s odlišnou diagnózou, vyhledávají další a další vyšetření a jsou opakovaně léčeni antibiotiky. Autorka příspěvku se mj. odkazuje na stručnou informaci (tzv. dopis editorovi) Střížové a kol., v němž se uvádí, že internetová autodiagnostika lymské boreliózy způsobila smrt mladé ženy se systémovým lupus erythematodes.

## Vakcína
Účinná vakcína k použití v humánní medicíně je předmětem intenzivního zkoumání několika farmaceutických firem a univerzitních týmů. V USA byla vytvořena vakcína LYMErix založená na použití rekombinantního proteinu OspA, což je povrchový protein Borrelia burgdorferi připravený metodou genového inženýrství. Měla účinnost kolem 80 % a hladina protilátek v krvi se během času snižovala, takže bylo třeba očkování opakovat. Nevýhodou také bylo, že účinkovala na majoritního původce lymské borreliózy v USA, jímž je bakterie Borrelia burgdorferi, zatímco v Evropě působí většinu infekcí Borrelia garinii a B. afzelii. Společnost SmithKline Beecham, která dala vakcínu na trh v roce 1999, ji v roce 2002 z trhu stáhla. Důvodů měla více, přičemž zásadní úlohu sehrál přístup médiíí, „…která i přes nedostatek důkazů vyvolávala mezi laickou veřejností zmatek a strach nepodloženými tvrzeními o nežádoucích účincích vakcíny“. V roce 2006 poznamenal časopis Nature, že „Nepodložené veřejné obavy vyvolávají tlaky na výrobce vakcín, které přesahují rozumná bezpečnostní hlediska.“ Kapitolu o Lymerixu autor uzavírá slovy: „Vznik a osud jediné dostupné účinné a bezpečné vakcíny proti lymeské borrelióze tak ukazuje, že největší překážkou v jejím vývoji a distribuci jsou faktory socio-ekonomické spíše než vědecké.“
V roce 2020 spolupracovali parazitologové z Biologického centra Akademie věd v Českých Budějovicích s předním americkým farmaceutickým koncernem, který si české vědce vybral k testování vakcíny proti lymské borrelióze. Budějovická laboratoř je v současnosti pravděpodobně jediná v Evropě, která umí provádět přenos evropských kmenů borelií z evropských klíšťat.
Ve veterinární medicíně je k dispozici vakcína pro psy, kočky a koně.

## Darování krve
Darovat krev je možné teprve šest měsíců po vyléčení borreliózy. (Darovat krev nelze mj. dříve než jeden měsíc po přisátí klíštěte nebo měsíc po skončeném užívání antibiotik.)

## Prevence
Mezi preventivní opatření patří:
- vakcinace psů, koček a koní;
- používání akaricidních látek (látky hubící roztoče) na oblečení, na potenciální zvířecí hostitele i plošně;
- biologický boj s klíšťaty s využitím jejich predátorů, parazitů nebo patogenů;

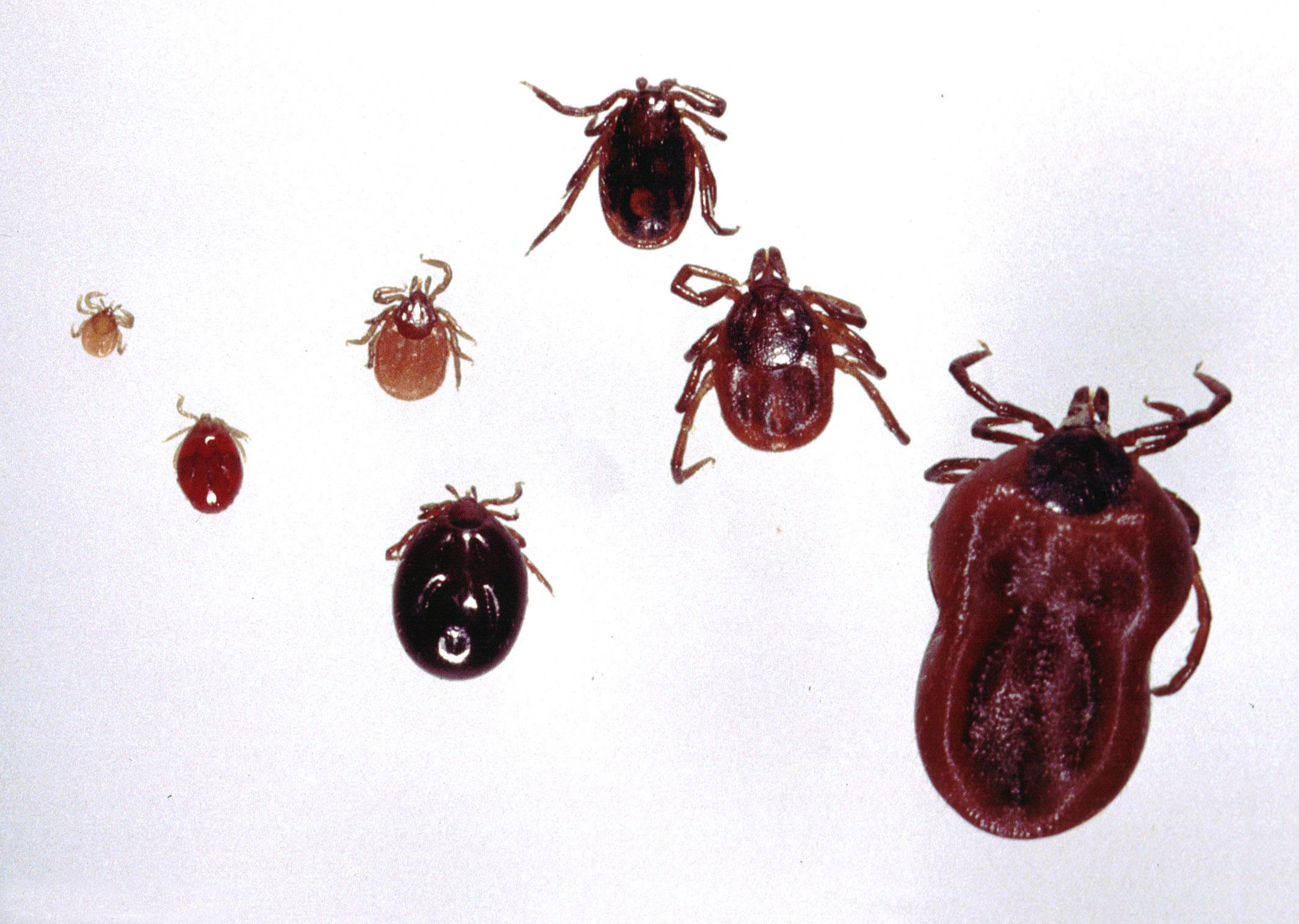
Vývojová stadia klíštěte obecného (Ixodes ricinus); vlevo: nenakrmená larva; pod ní nasycená larva; uprostřed: nenakrmená nymfa, nasycená nymfa; vpravo nahoře: samec (nepřijímá potravu), pod ním nenakrmená samice; vpravo dole částečně nasycená samice

- správné chování při aktivitách v přírodě
  - nosit oblečení, zejména kalhoty z hladké světlé látky, na níž se klíště hůře zachytí a je lépe vidět; nenosit tmavé oblečení z látky s vlasem;
  - používat repelent (látka odpuzující klíšťata); nanášet jej zejména od kolen níže a na kalhoty, na ponožky;[pozn. 7]
  - pohybovat se po cestách a pokud možno nevstupovat do trávy, bylinné vegetace a křoví;
  - raději si nesedat a nelehat na zem (ani na podložku), zejména v terénu, kde se klíšťata zpravidla vyskyktují;
  - občas zkontrolovat nohavice (výhoda světlé látky);
- správné chování po návratu z přírody, ze zahrady…
  - prohlédnout celé tělo, nejen podkolenní jamky, třísla, podpaží, za ušima, vlasy (zejm. dětem); prohlížet pečlivě, protože nenasátá nymfa klíštěte přenášející lymskou borreliózu je velká málo přes milimetr; [pozn. 8]
  - prohlédnout se znovu při ranní hygieně;
- při nálezu přisátého klíštěte místo dezinfikovat jodem nebo jinou desinfekcí; netočit klíštětem, ale zlehka viklat (netlačit), např. navlhčenou žínkou, ručníkem, lehce navlhčeným odličovacím vatovým tamponem nebo lehce navlhčenou vatou atp.; po dvou až třech minutách se klíště uvolní; místo znovu dezinfikovat; nehubit klíště mechanicky, natož drcením nehtem; sebrat ho do kousku toaletního papíru a na nehořlavé podložce spálit nebo ho vzít do nepoužívané kovové pinzety a spálit; žínku atp. před vypráním nepoužívat;
  - stejně opatrně postupovat při odstraňování klíštěte z kočky, psa aj., používat gumové rukavice;
- správný managment krajiny, vedoucí k tomu, aby takto udržovaná krajina byla pro klíšťata co nejméně vhodná a přežívalo v ní minimální množství klíšťat. (Čerpáno z:[57][58].)

Výsledky studie z roku 2022 ukázaly, že extenzivní pastva s využitím velkých spásačů vede ke statisticky významnému poklesu počtu klíšťat na spásaných plochách.
Vhodné by bylo zkoumat možnosti alternativních vakcinačních přístupů ve smyslu vakcinace volně žijících rezervoárových hostitelů (nejlépe pomocí orálních návnad). Vakcinací by se narušil enzootický cyklus borrelií. (Enzootie je hromadné onemocnění zvířat probíhající v určitém, omezeném, místě, které se dále nešíří.)
Protože nelze vyloučit ani mechanický přenos infekce z hematofágního hmyzu – například při přimáčknutí komára, ováda nebo muchničky sajících na kůži – je třeba na hematofágní hmyz pohlížet jako na potenciální vektor agens způsobujícího lymskou borreliózu a dezinfikovat ta místa na těle (okolí vpichu, ruku), kam se dostala krev rozmáčklého hmyzu a kudy by se kůží, resp. mikrotrhlinkami či viditelnými rankami mohla dostat do našeho těla.

### Lékaři první linie
Úloha lékařů první linie v managementu lymeské borreliózy je nezastupitelná. Spočívá:
- v podpoře pacienta při hledání skutečně relevantních informací o symptomech;
- v prevenci morbidity a mortality formou včasné a správné diagnostiky a léčby;
- v takové spolupráci se specialisty, aby s úměrnou časovou návazností byla zajištěna komplexní péče;
- v prevenci nemocí přenášených klíštětem, například vysvětlením rizik, umístěním vhodných materiálů do čekárny a jejich aktualizací,[32] příp. upozorněním před pacientovou cestou do zahraničí.

## Zajímavosti
- Je prokázáno, že infekcí působenou bakterií Borrelia burgdorferi sensu lato je v několika rovinách ovlivněno i chování klíštěte obecného (Ixodes ricinus).[62]
- Borrelia recurrentis, bakterie způsobující návratnou horečku (febris recurrens) neboli vratný tyfus (typhus recurrens) je přenášena vší, což je od roku 1800 jediný známý vektor. Opakované ataky souvisejí s antigenní proměnlivostí a selekcí. Z antibiotik se podávají doxycyklin, makrolidy, penicilin G. Klinický obraz[pozn. 9] návratné horečky mohou vyvolat i borrelie přenášené klíšťaty.[63]